# ラグナロクオンライン メルマガ4コマ劇場
『ラグナロクオンライン メルマガ4コマ劇場』（ラグナロクオンライン メルマガよんコマげきじょう）は、雄一郎による日本の漫画作品を収録した単行本である。A5判111ページ。

## 概要
MMORPG「ラグナロクオンライン」（以下、ROと略す）日本運営元のガンホー・オンライン・エンターテイメント（以下、ガンホーと略す）が発行するメールマガジン「プロンテラスクエア」にて、同誌がデザインリニューアルを迎えたVol.50（2005年3月11日発行）より「ラグナロクオンライン4コマ劇場」の表題で連載を開始、2015年現在も継続中。本項で述べる単行本は、そのうちVol.124（2008年4月24日発行）までのエピソードをまとめ、2008年8月12日に双葉社より発売された。
ノビ、プリ、ケミの3名の冒険者を中心に、ROにおけるシステムや習慣、イベントなどにまつわるエピソードを1本ずつ掲載する、いわゆる単発型の4コマ漫画である。上記3名によるエピソードは単行本収録分（Vol.50〜Vol.124）で完結し、その後の連載はキャラクターを一新して続けられているが、これについて「あとがき」によれば単行本発売とキャラクターの刷新時期が重なったのは全くの偶然とのこと。なお、「ラグナロクオンライン4コマ劇場」はメールマガジン以外にも、ガンホーからROユーザー向けに提供されるブログパーツの一つ「ラグナロクTV」としても配信されている。
「プロンテラスクエア」はHTML形式のメールマガジンであり「ラグナロクオンライン4コマ劇場」も他の記事同様にフルカラーで描かれることから、単行本も全編フルカラー印刷となっている。また、単行本には「4コマ劇場」のみならず著者がRO公式イラストレーターとして手がけた様々なイラストおよび描きおろしも収録されている。
単行本には巻末綴じ込み付録として、雄一郎自身がデザインしたROゲーム内アイテム「こっこちゃん」のイラストカードが封入された。RO関連商品にこうしたゲーム内アイテムが付属することは珍しくないが、こと漫画出版物では数多い作品がある中でも異例であった。

## 登場キャラクター
各職業などについては、ラグナロクオンラインを参照。
ノビ
一人称は「ボク」。黄色いショートヘアが特徴の少女で、明るく素直で頑張りやだがどこか間が抜けた性格のボクっ娘。初登場時（Vol.50掲載「無免許」）はノービスで、1年近くも各職業の人々からスキル（技）について熱心に教わっていた。後にスーパーノービスへと転職、その前後に知り合ったプリ・ケミと共に過ごすことになった。
彼女の髪型・髪色はROで女性キャラクターを作る際に初期設定される髪型（いわゆる「ノビデフォ」髪）を再現している。著者である雄一郎は公式作品でキャラクターを描く際にゲーム内で実際に作成できる髪型・髪色を意識したデザインを施しており、例えばガンホーが運営するゲームポータルサイト「ガンホーゲームズ」で提供されるオンラインパチスロ「ラグナロクオンラインスロット」や、同サイトで提供されるFLASHゲーム「はじめての冒険〜新米ノービスの1日〜」クリア特典として配布されるデスクトップ壁紙など、本項作品との関連が定かでない作品においても女性ノービスもしくは女性スーパーノービスが、しばしば彼女によく似た姿として描かれている。
プリ
一人称は「俺」。逆立てた赤い頭髪に頭巾を巻き、三白眼、アゴに無精ひげを生やし、常にタバコを咥えている男性プリースト。明確な形での初登場はVol.69「実際こんなもんです」。小さな女の子（の姿をしたもの）に目がなく、特にケミが連れているホムンクルスのリーフに情熱を注ぐ。
ケミ
一人称は「あたし」（「私」の時もある）。黒い髪をポニーテールにまとめた、気の強い女性アルケミスト。Vol.80「目指せジューンブライド」にて初登場。少女姿のホムンクルス「リーフ」を連れており、何かにつけ「スフィアーマイン」を爆弾のように使う。実は3人の中で最もレベルが高い。

## 単行本
双葉社より刊行されている（レーベル無し）。
1. （2008年8月12日発売、2008年8月20日第1刷発行） ISBN 9784575300666